# Angler Balázs
Angler Balázs (Budapest, 1987. március 22. –) magyar színész.

## Rövid életrajz
Szigetszentmiklósi gimnázium elvégzése után felvételt nyert a Budapesti Operettszínház iskolájába, a Pesti Broadway Stúdióba. A Budapesti Operettszínházban eleinte a Musical Együttes tagjaként szerepelt, majd megkapta a Tavaszébredés c. musicalben Melchior szerepét. Jelenleg olyan főbb szerepekben látható, mint a Tavaszébredés Minden férfija, illetve a Menyasszonytánc Jonelje.
2016-2019 között a Színház- és Filmművészeti Egyetem drámainstruktor szakos hallgatója volt.
Felesége Török Anna szintén színész.

## Színházi szerepei
| Darab                          | Szerep                         | Színház                  | Első fellépés                        |
| ------------------------------ | ------------------------------ | ------------------------ | ------------------------------------ |
| Sztárcsinálók                  | Juvenalis                      | PS Produkció             | 2020. február 1.                     |
| Szentivánéji álom              | Demetrius                      | Budapesti Operettszínház | 2012. október 9.                     |
| Veled, Uram!                   | Zobor táltos                   | Budapesti Operettszínház | 2012. március 31.                    |
| A kaukázusi krétakör           | Második ügyvéd és más szerepek | Budapesti Operettszínház | 2011. december 2.                    |
| Szép nyári nap                 | Péter                          | Budapesti Operettszínház | 2011. június 12.                     |
| Szerdán tavasz lesz            | Mázoló                         | Budapesti Operettszínház | 2010. október 22.                    |
| Erdei kalamajka                | Dorong                         | Budapesti Operettszínház | 2009. december 2.                    |
| Tavaszébredés - stúdióváltozat | Minden férfi                   | Budapesti Operettszínház | 2009. november 21.                   |
| Menyasszonytánc                | Gáspár Jonel                   | Budapesti Operettszínház | 2009. október 18. 2010. november 27. |
| Tavaszébredés                  | Melchior Gabor                 | Budapesti Operettszínház | 2009. február 7.                     |
| Ének az esőben                 | Rod Don Lockwood               | Budapesti Operettszínház |                                      |
| István, a király               | Krónikás                       | Budapesti Operettszínház |                                      |
| Szépség és a szörnyeteg        | Lángőr                         | Budapesti Operettszínház |                                      |